# Futbol kanadyjski

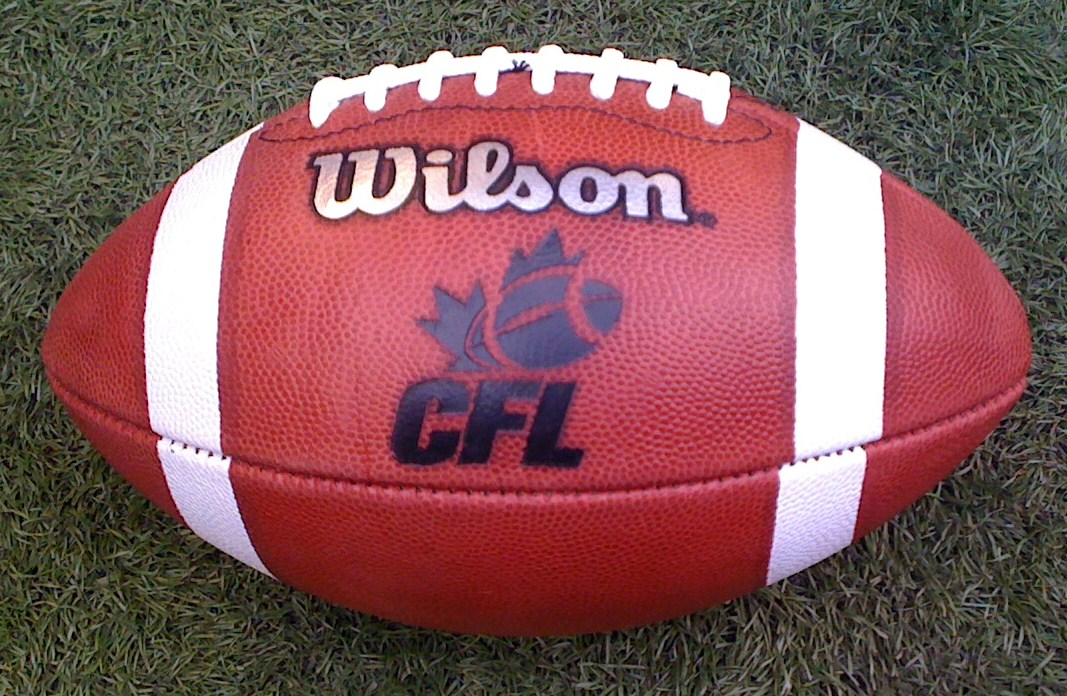
Piłka do futbolu kanadyjskiego jest skórzaną elipsoidą zaszytą wzdłuż boku. Jest nieznacznie mniejsza niż ta w futbolu amerykańskim.

Futbol kanadyjski – jeden z najpopularniejszych sportów w Kanadzie. Sport pochodzi od angielskiego rugby. Jest on bardzo podobny do futbolu amerykańskiego. Są nieznaczne różnice w przepisach, z których jedną jest możliwość zdobywania pojedynczych punktów (single). Wynika to z tego, że zmiany w przepisach College football, które zostały wprowadzone na początku XX wieku nie zostały przejęte przez Kanadyjczyków. Różnice te powodują to że w futbolu kanadyjskim jest mniej przerw w meczu co pozwala na szybsze rozgrywanie piłki.
Ligą profesjonalną futbolu kanadyjskiego jest Canadian Football League, natomiast rozgrywki uniwersyteckie nazywane są U Sports football.

## Historia

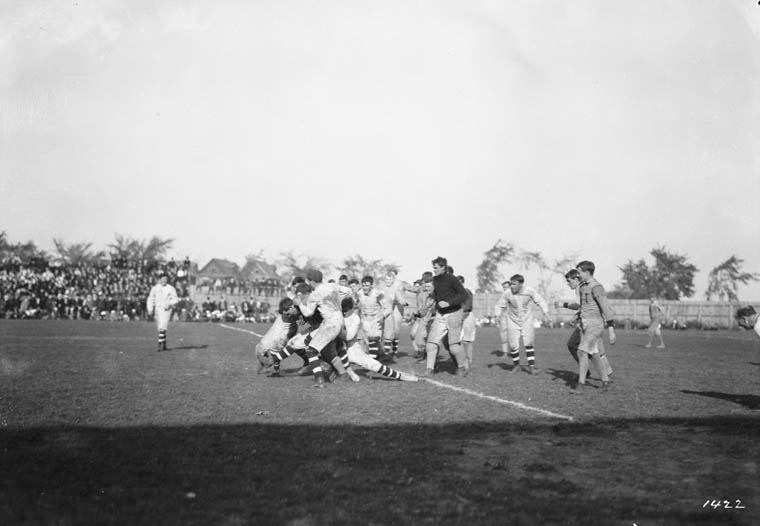
Mecz w 1910 roku pomiędzy Hamilton Tigers i nieznaną drużyną z Ottawy.

W 1864 roku w Trinity College w Toronto, F. Barlow Cumberland i Frederick A. Bethune opracowali zasady gry w oparciu o zasady rugby. W 1865 roku w Montrealu, brytyjscy żołnierze rozegrali mecz rugby przeciwko uniwersytetowi McGill. Gra stopniowo zyskiwała zwolenników, a w 1869 roku założony został Hamilton Football Club, pierwszy pozauniwersytecki klub futbolowy w Kanadzie.
W 1874 roku studenci amerykańskiego uniwersytetu Harvard, grający w grę zwaną Boston game, rozegrali dwa mecze przeciwko studentom kanadyjskiego uniwersytetu McGill, grającym w rugby. Większość zasad z rugby zostało przejętych przez studentów z Harvardu, którzy zaczęli je popularyzować wśród innych uniwersytetów grających do tamtej pory w piłkę nożną. Z biegiem czasu Amerykanie zaczęli modyfikować zasady rugby, co dało początek futbolowi amerykańskiemu. Kanadyjczycy z kolei zaczęli przejmować od Amerykanów większość nowych zasad, co dało początek futbolowi kanadyjskiemu. W 1903 roku Ontario Rugby Football Union przyjęła jako pierwsza zasady futbolu kanadyjskiego, tak zwane "Burnside Rules".

## Przepisy

### Boisko
Mecz futbolu kanadyjskiego rozgrywa się na prostokątnym boisku o długości całkowitej 150 jardów (ok. 137,17 metrów) oraz 65 jardów (ok. 61,2648 metrów) szerokości. Przy obu liniach punktowych stoją dwa słupy (goalposts, uprights) rozstawione 18,5 stóp (5,54736 metrów) od siebie.

### Czas gry
Mecz składa się z czterech 15-minutowych kwart. W futbolu kanadyjskim drużyna ma 20 sekund na rozpoczęcie nowej zagrywki po gwizdku sędziego (w futbolu amerykańskim 25 sekund). Czas zatrzymywany jest po każdej akcji, w NFL/College football po nieudanym podaniu do przodu i wybiegnięciu zawodnika za linię boczną boiska.

### Zdobywanie punktów

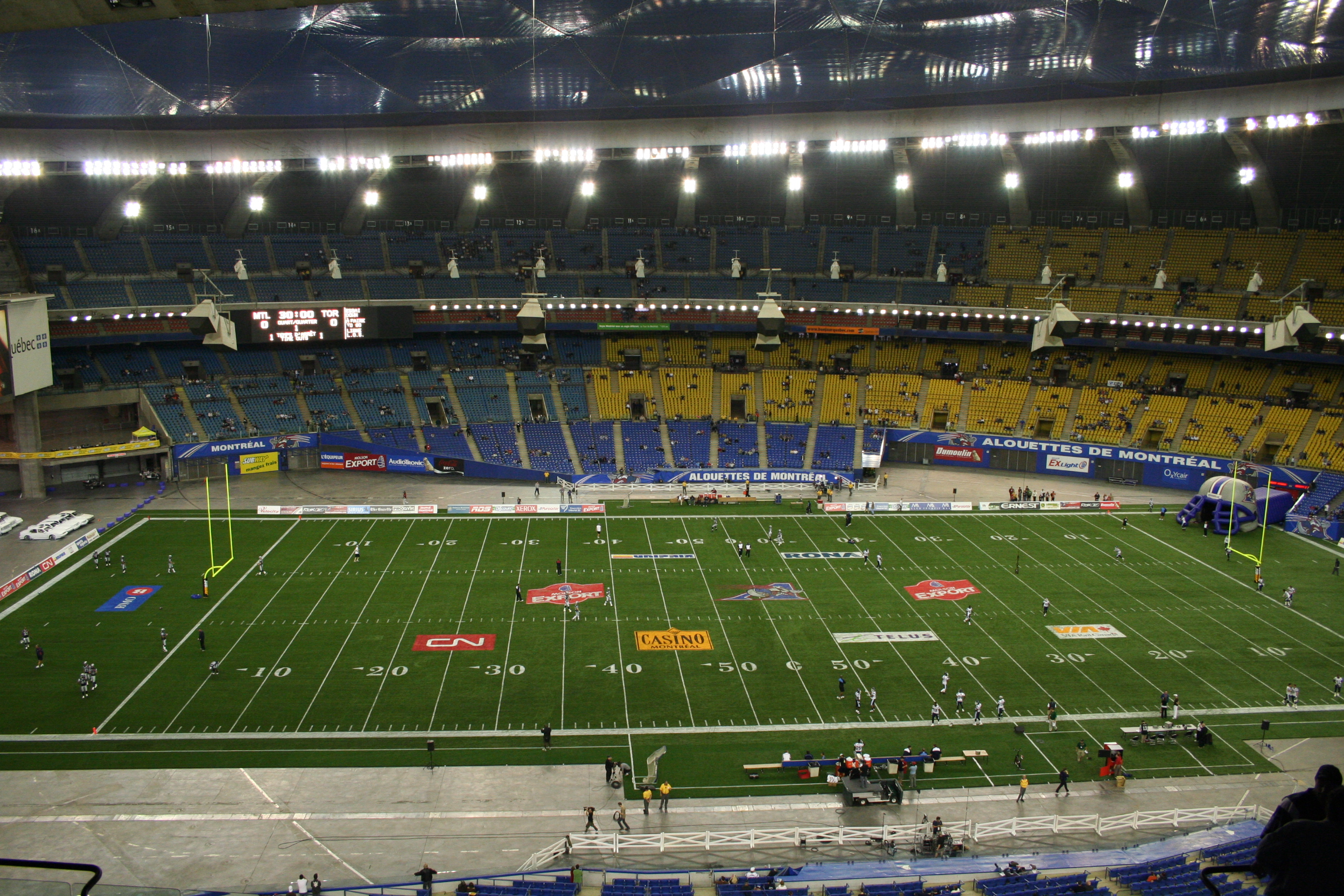
Boisko do futbolu kanadyjskiego

Drużyna może zdobyć punkty po następujących zagrywkach:
- Przyłożenie (touchdown, TD) warte 6 punktów. Przyłożenie zdobywa się, gdy zawodnik wbiega z piłką w pole punktowe przeciwnika lub łapie podanie będąc w tym polu. Przyłożenie jest analogią do rugbiarskiej próby (try), z tą podstawową różnicą, że w rugby piłka musi być przez zawodnika położona na ziemi. Po przyłożeniu, drużyna zdobywająca punkty przystępuje do podwyższenia (conversion), podobnie jak w rugby. Piłkę kładzie się na 5. jardzie drużyny broniącej. Następnie atak próbuje:
  - wykonać kop podwyższający tak by piłka przeleciała pomiędzy słupami bramki i nad jej poprzeczką; gdy kop jest udany, atak zyskuje jeden punkt dodatkowy (extra point), zwany niekiedy punktem po przyłożeniu (point after touchdown, PAT)
  - lub przeprowadzić akcję dołem w celu kolejnego przyłożenia; za udaną akcje drużynie przydziela się 2 punkty i jest to tzw. podwyższenie dwupunktowe (conversion albo convert).
- Kop na bramkę (field goal, FG) warty 3 punkty, zdobyte gdy piłkę udaje się kopnąć pomiędzy słupami i nad poprzeczką bramki przeciwnika. Taki kop można wykonać na dwa sposoby: z ziemi (gdy inny zawodnik drużyny kopiącej przytrzymuję piłkę kopaczowi "pionowo" na ziemi) lub z upuszczenia (gdy kopacz po otrzymaniu piłki upuszcza ją i kopie tuż po jej odbiciu się od ziemi – obecnie wyjątkowo rzadko spotykane zagranie). Kop na bramkę wykonuje się zazwyczaj przy czwartej próbie, gdy grę wznawia się dostatecznie blisko pola punktowego obrony lub gdy jest za mało czasu na próbę zdobycia punktów przyłożeniem.
- Zagranie bezpieczne (safety) warte 2 punkty. W ten sposób punkty zdobywa obrona, gdy zawodnik ataku niosący piłkę w swoim polu punktowym jest szarżowany, wypuszcza piłkę aż ta opuści pole punktowe lub celowo rzuca piłkę w ziemię (intentional grounding), aby uniknąć szarży. Dodatkowo, jeśli zawodnikowi obrony uda się zablokować wykop z powietrza, tak że piłka wędruje za linię końcową pola punktowego drużyny ataku, wtedy obrona zyskuje punkty z zagrania bezpiecznego. Podobnie dzieje się, gdy atak popełni określone faule w swoim polu punktowym – głównie nieprawidłowe blokowanie. Niekiedy drużyna ataku taktycznie wybiera oddanie "tylko" dwóch punktów drużynie obrony, gdy jest zepchnięta do własnego pola punktowego. Wtedy zawodnik ataku niosący piłkę sam klęka w polu – stąd właśnie pochodzi nazwa zagrania.
- Single (oficjalnie: rouge) warty 1 punkt. W ten sposób punkt zdobywa atak, gdy piłka kopnięta w pole punktowe przeciwnika, nie zostanie przez niego wyniesiona z tego pola, lub jeżeli piłka przeleci przez pole punktowe[2].

## Różnice między futbolem kanadyjskim i amerykańskim
| Reguła     | futbol kanadyjski                                                                      | futbol amerykański                                                                          |
| ---------- | -------------------------------------------------------------------------------------- | ------------------------------------------------------------------------------------------- |
| Boisko     | 150 jardów (ok. 137,17 metrów) długości oraz 65 jardów (ok. 61,2648 metrów) szerokości | 120 jardów (ok. 109,728 metrów) długości oraz 53 i 1/3 jarda (ok. 48,768 metrów) szerokości |
| Goalposts  | przy obu liniach punktowych                                                            | przy obu liniach końcowych                                                                  |
| Downs      | 3                                                                                      | 4                                                                                           |
| Zawodników | 12                                                                                     | 11                                                                                          |